# Lyces patula
Lyces patula là một loài bướm đêm thuộc họ Notodontidae. Nó là loài đặc hữu của montane miền trung Colombia.